# Wickringen
Wickringen (luxemburgisch Wickrengⓘ, französisch Wickrange) ist ein Ortsteil der luxemburgischen Gemeinde Reckingen/Mess. 

## Geschichte
Wickringen befand sich wie Reckingen im Besitz des Klosters Marienthal. Im Jahr 1674 erwarb Pierre Beving aus Steinbrücken die Hochgerichtsbarkeit über den Ort. 1719 kam er zur Grundherrschaft Meysemburg, 1767 in den Besitz der Adeligen von Rümelingen. 
Kirchlich gehört Wickringen zur Pfarrei Steinbrücken.